# Orozko
Orozko (spanisch Orozco) ist eine Gemeinde (municipio) in der Provinz Bizkaia im spanischen Baskenland mit 2.666 Einwohnern (Stand: 2024). Zur Gemeinde gehören die Ortschaften Anuntzibai, Aranguren, Aranluze, Arkotxa, Ibarra, Jauregi, Legorburu, Oketa, Olabarri, Olatxua, Orozko, Oxinluzea-Uxuluxu, Torrezar, Torrelanda, Unibaso, Uribiarte, Ugalde, Usabel, Zaloa und Zubiaur. Hauptort und Verwaltungssitz ist Zubiaur.

## Geografie
Orozko liegt etwa 15 Kilometer südlich von Bilbao in einer Höhe von durchschnittlich ca. 155 m. Durch die Gemeinde führt die Autopista AP-68. Im südöstlichen Gemeindegebiet befinden sich zahlreiche Höhlen.

## Geschichte
| 1900 | 1970 | 1981 | 1991 | 2001 | 2011 | 2021 |
| ---- | ---- | ---- | ---- | ---- | ---- | ---- |
| 1365 | 2428 | 2092 | 1922 | 2101 | 2451 | 2658 |

## Sehenswürdigkeiten

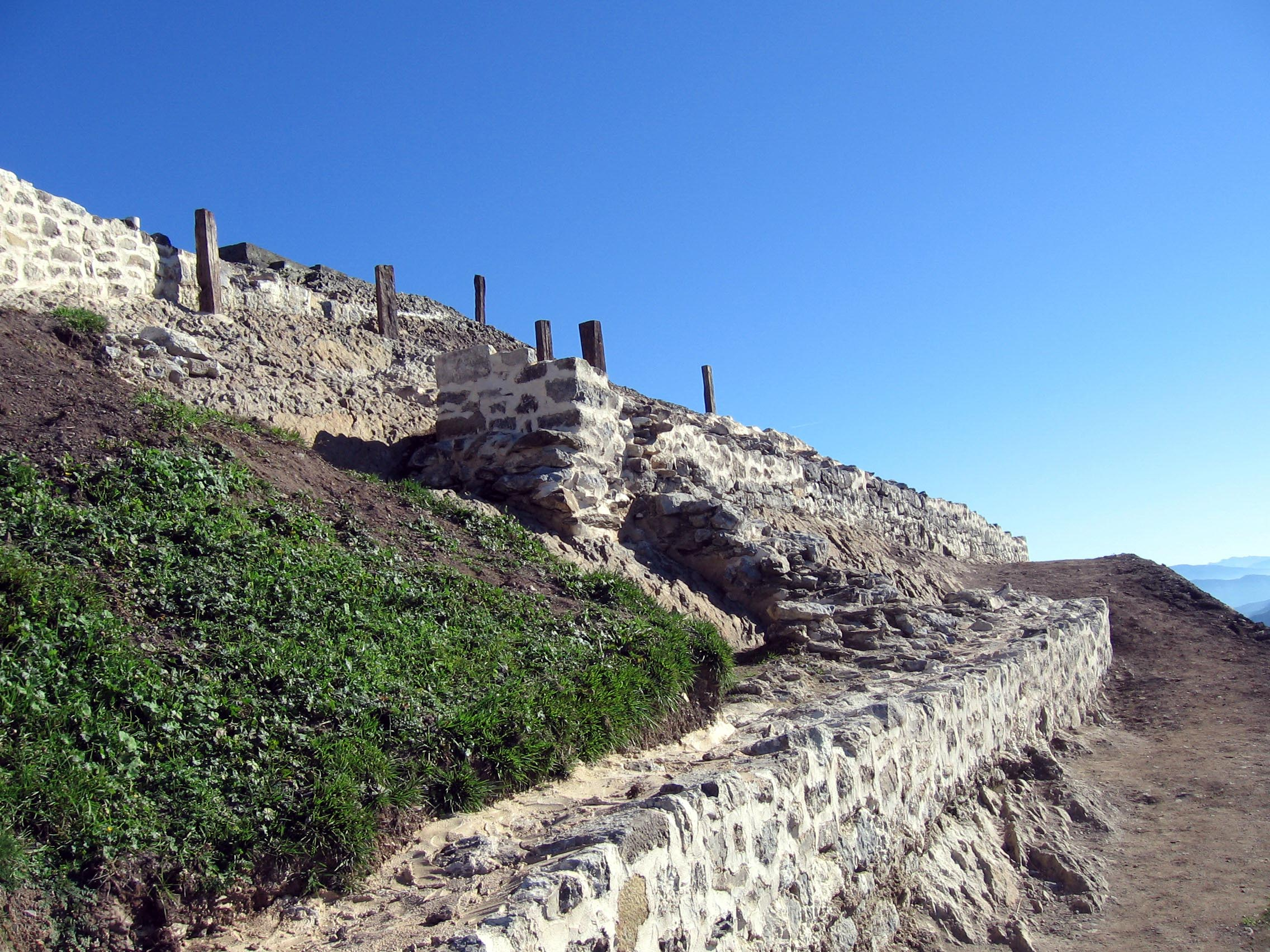
Burgruine von Untzueta
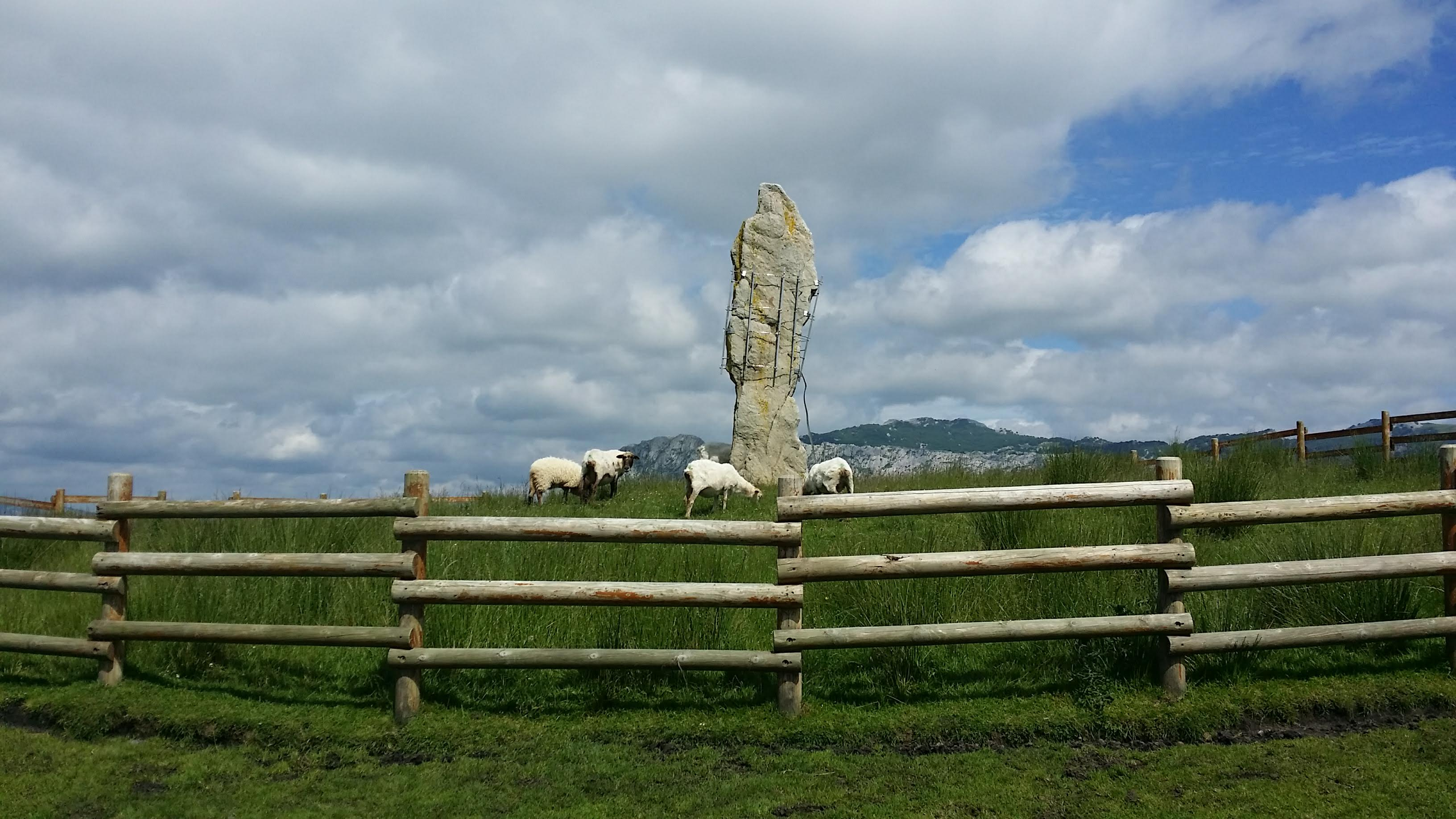
Menhir von Kurtzegan
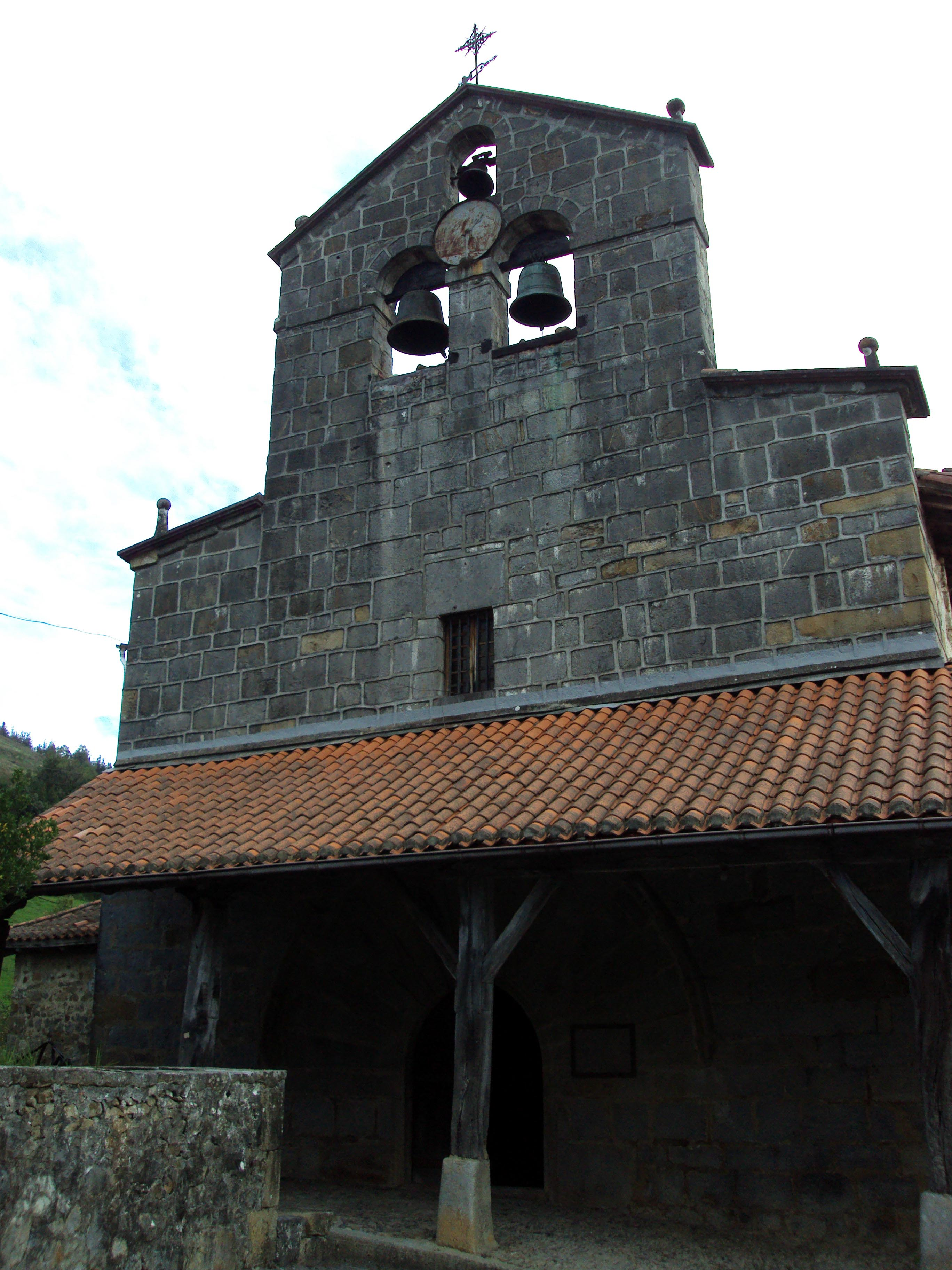
Bartholomäuskirche

- Johannes-der-Täufer-Kirche (Iglesia de San Juan Bautista) in Zubiaur
- Bartholomäuskirche in Olarteko
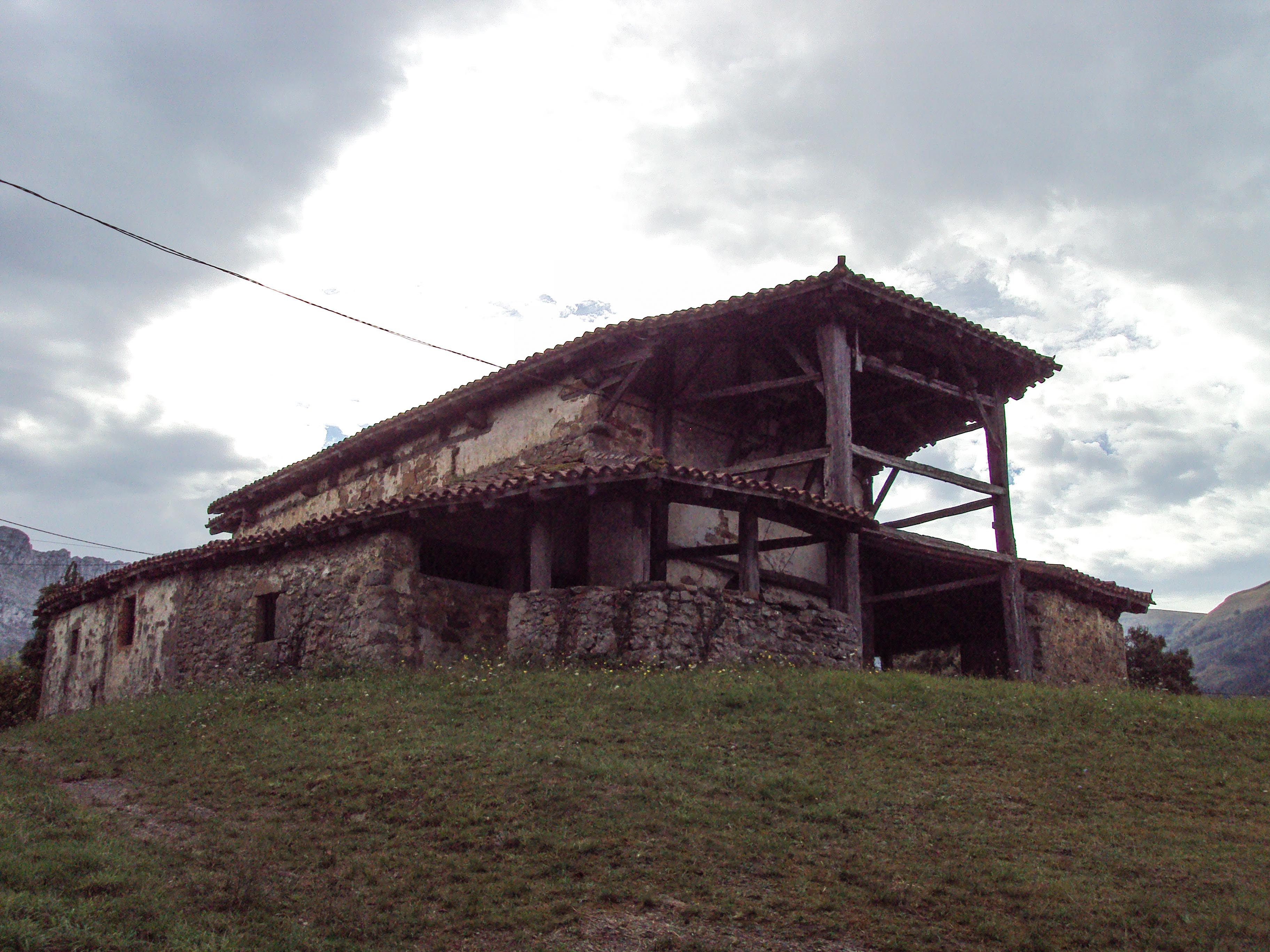
Marienkirche von Zaloa
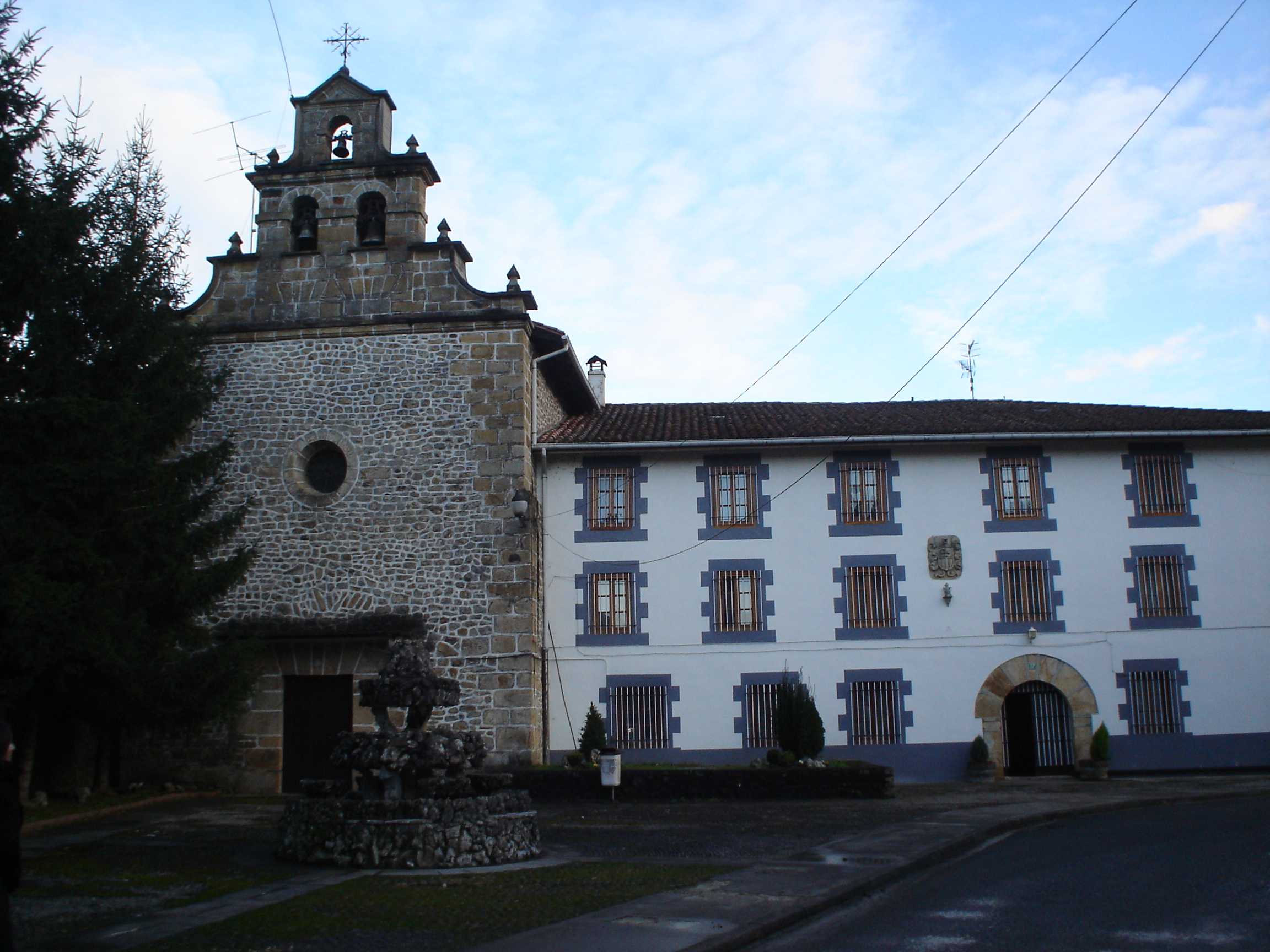
Konvent von Ibarra
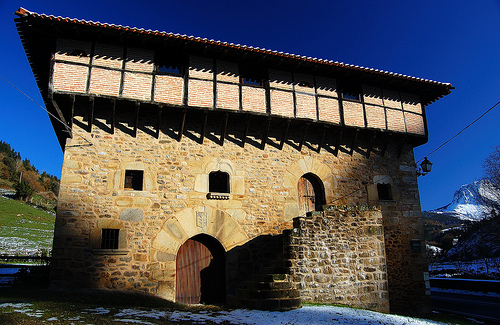
Turmhaus von Aranguren
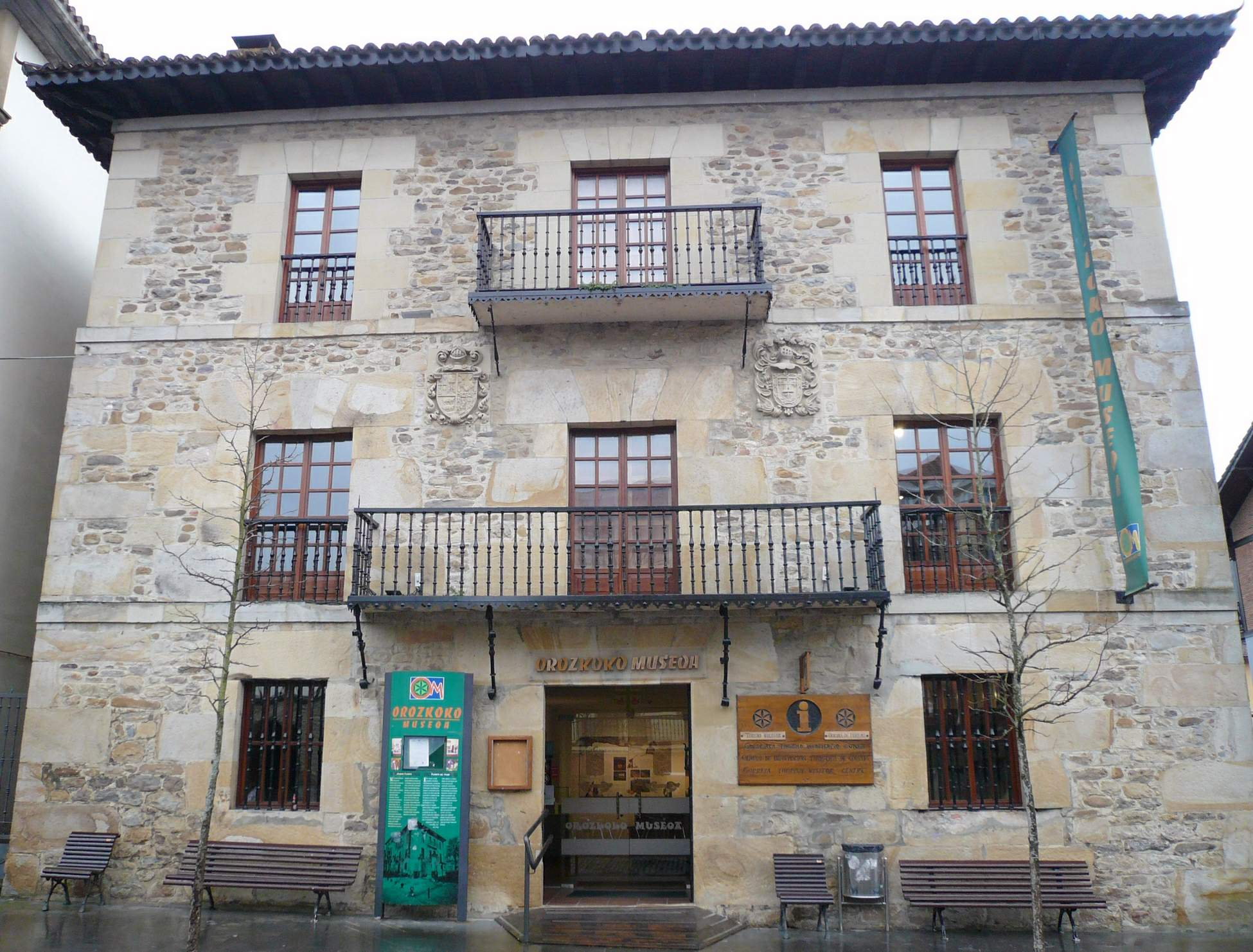
Heimatmuseum
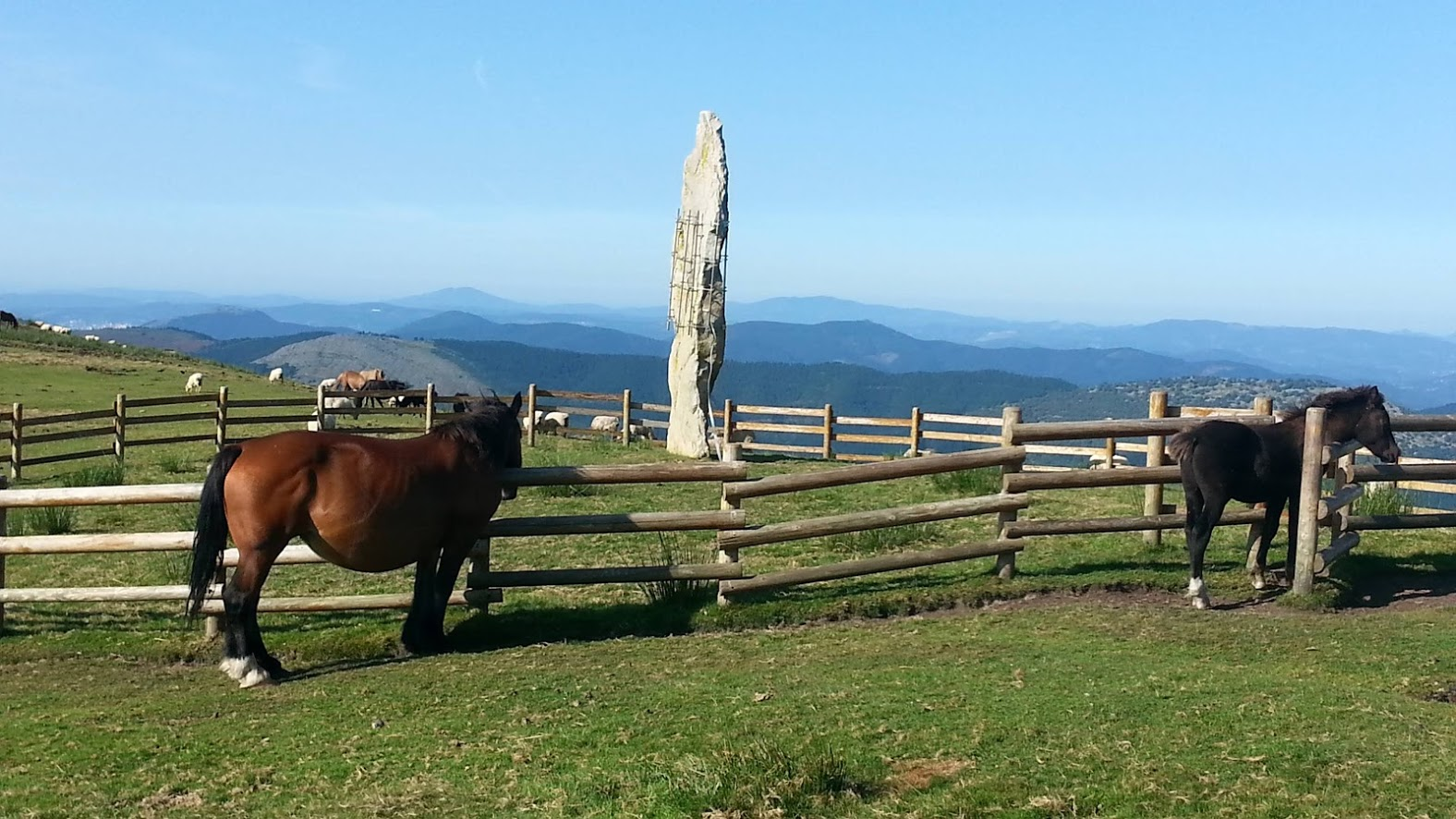
Menhir von Kurtzegan

- Heimatmuseum in Zubiaur

- Burgruine von Untzueta
- Menhir von Kurtzegan
- Bartholomäuskirche
- Marienkirche von Zaloa
- Konvent von Ibarra
- Turmhaus von Aranguren
- Heimatmuseum
- Menhir von Kurtzegan

## Söhne und Töchter der Stadt
- Josu Larrazabal (* 1981), Betreuer im Trek-Segafredo-Team